# Landschaftsschutzgebiet Weseraue
Das Landschaftsschutzgebiet Weseraue mit 235 ha Flächengröße liegt südlich der Flussmitte der Weser im Gemeindegebiet von Kalletal. Es wurde 1995 mit dem Landschaftsplan Nr. 4 Kalletal durch den Kreistag des Kreises Lippe erstmals als Landschaftsschutzgebiet (LSG) ausgewiesen. 2004 erfolgte die erneute Ausweisung durch den Kreistag mit dem geänderten Landschaftsplan. Das LSG besteht aus vier Teilflächen. Die östliche Teilfläche grenzt an Niedersachsen. Nördlich grenzt der Kreis Minden-Lübbecke an. Das LSG grenzt zudem an andere LSG's, das Naturschutzgebiet Aberg-Herrengraben und den Stemmer See.

## Beschreibung
Das Landschaftsschutzgebiet umfasst größtenteils den periodisch, also zeitweise, überfluteten Auenbereich der Weser mit schwankendem Grundwasserstand und angrenzenden Grünlandbereichen. An die Grünlandflächen des LSG grenzen Campingplätze, Hofbereiche, Äcker, Bebauung, die Straße „Zum Weseranger“ und die L 781 an. Auch zwei frühere Kiesgruben mit weitestgehend steilen Ufern gehören zum LSG. Breite Röhrichtgürtel und Pappelreihen säumen Gewässerränder. In der Aue liegen mäßig feuchte bis feuchte Grünlandbereiche, meist Weideland, die teilweise mit Obstbäumen bestanden sind. Östlich der Herrengrabenmündung wird das LSG durch einige Hecken, Gebüsche und Gehölzreihen gegliedert.

## Schutzzwecke für das LSG
Laut Landschaftsplan erfolgte die Ausweisung des LSG
- „zur Erhaltung und Wiederherstellung der Leistungsfähigkeit des Naturhaushaltes in ökologisch besonders wertvoll strukturierten Bereichen mit Wasser-, Klima- und Biotopschutzfunktionen,“
- „zur Erhaltung und Wiederherstellung von Quellbereichen und naturnahen Fließgewässern, Grünland und naturnahen Waldbereichen unterschiedlicher Feuchtestufen, Feldgehölzen, Hecken und Obstwiesen,“
- „zur Erhaltung morphologisch ausgeprägter Bereiche zur Sicherung der landschaftlichen Eigenart und Vielfalt für die Erholung,“
- „zur Erhaltung wertvoller Biotopkomplexe aus Wald-Gründlandbereichen, Fließgewässern und Quellen mit wichtigen Trittstein- und Vernetzungsfunktionen,“
- „zur Erhaltung und Wiederherstellung wichtiger Rückzugsräume für die bedrohte Tier- und Pflanzenwelt,“
- „zur Sicherung der das Orts- und Landschaftsbild gliedernden und belebenden und die dörflichen Siedlungsstrukturen prägenden Freiraumelemente.“[1]

## Rechtliche Vorschriften
Im Landschaftsschutzgebiet ist unter anderem das Errichten von Bauten und das Anlegen von Fischteichen verboten.